# 情侣酒店
情侣酒店，語詞源自日文的（即），是一種旅館，其主要用途給顧客短时间的私人空间性交。有些情侶酒店房間內會提供情趣設施，如水床、電動圓床等。日本有許多情侶酒店採用全自助登記、取匙及退房服務，避免租客面對職員引起尷尬。在2000年代之前，香港的情侣酒店多集中在九龍塘，因此「去九龍塘」也成為人們闢室做愛的代稱。在台灣則大多為汽車旅館、商務旅館或低價的旅社兼營，招牌會寫「休息x小時xxx元」，有些則會設計主題式的房間以增加氣氛，房內的電視通常會播放色情影片（A片），部份房內會設有八爪椅（情趣椅）及蒸氣室等。

## 圖片

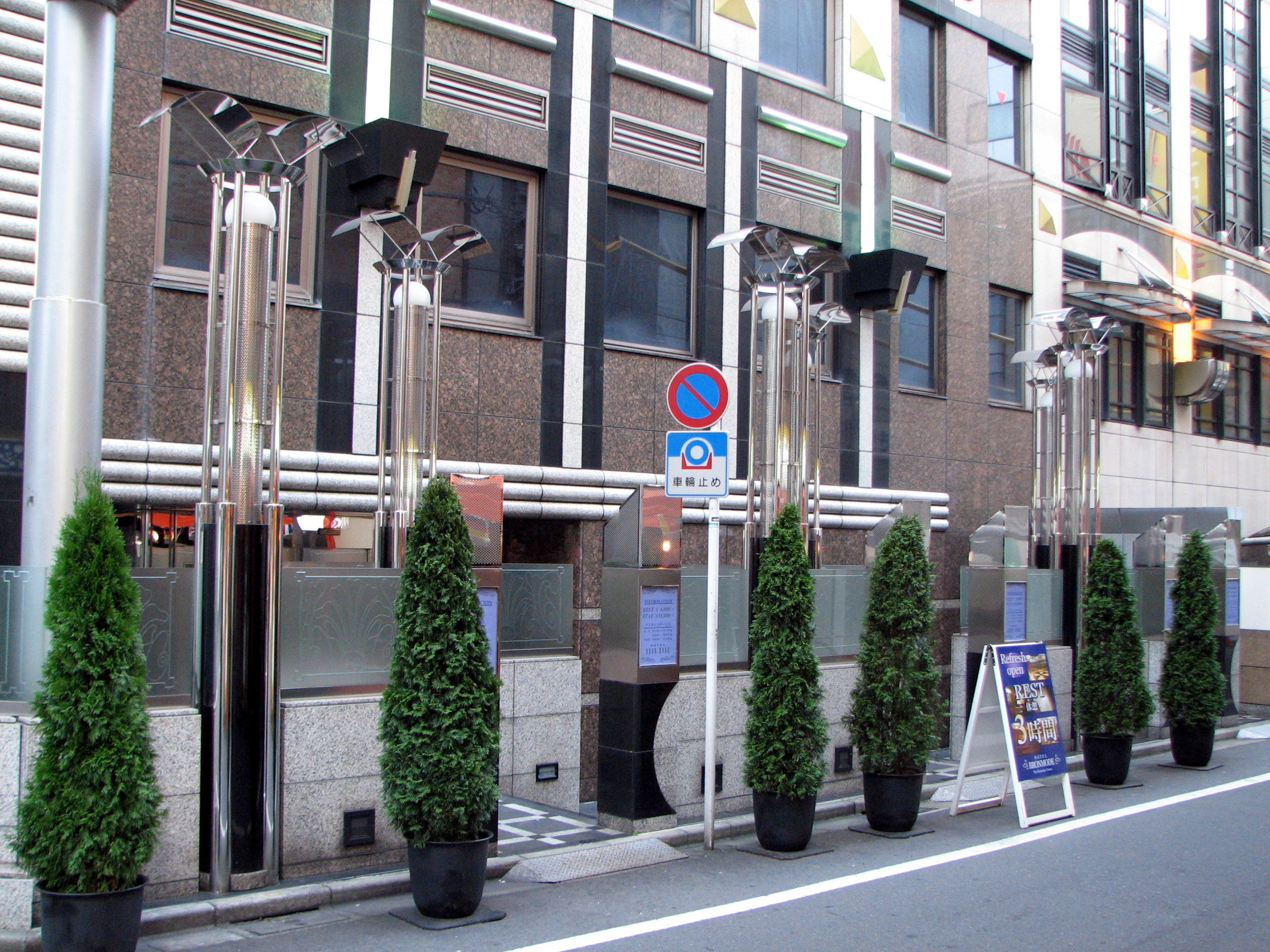
部分情侣酒店设计有多个入口，以迎合顾客需求
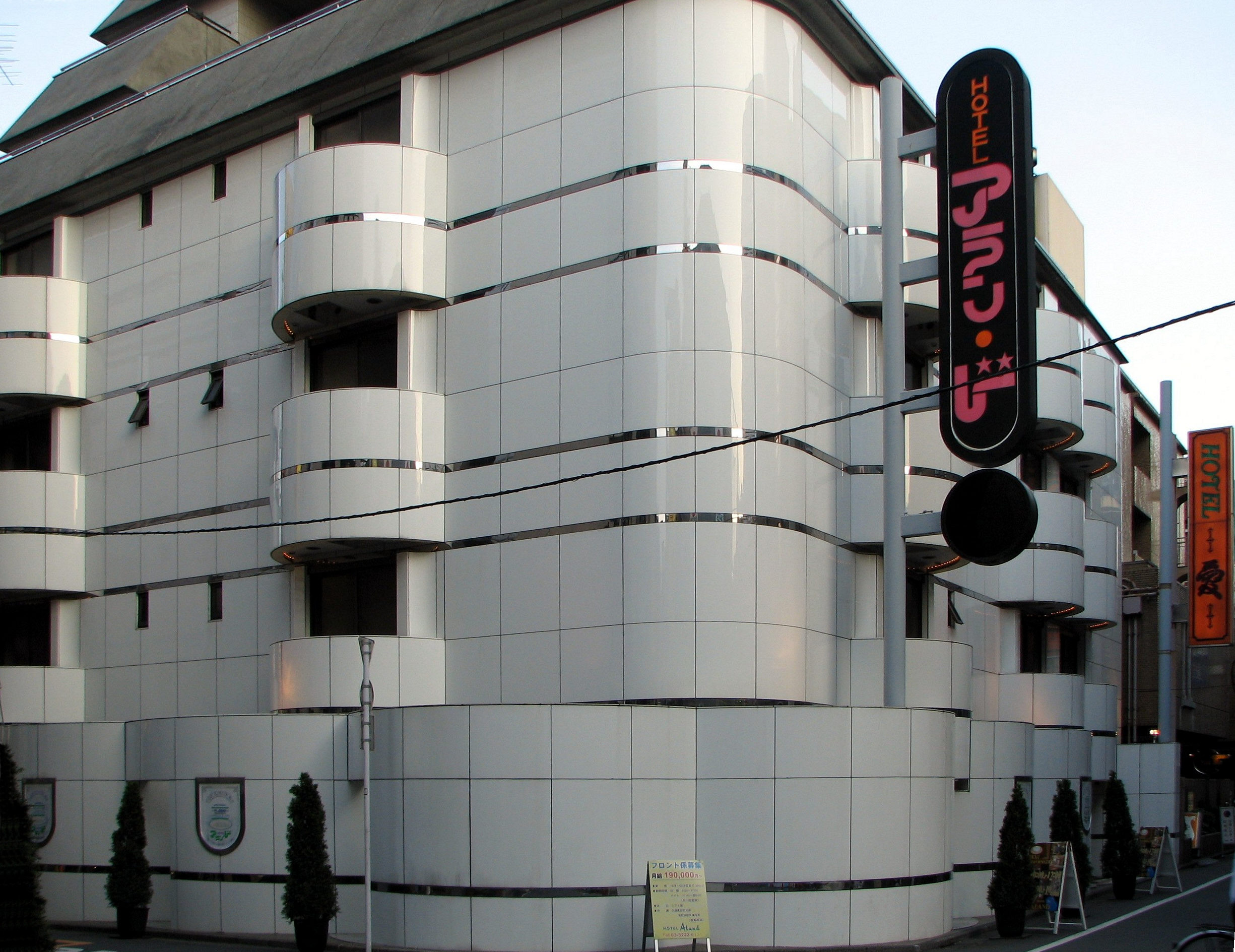
部分情侣酒店没有窗户
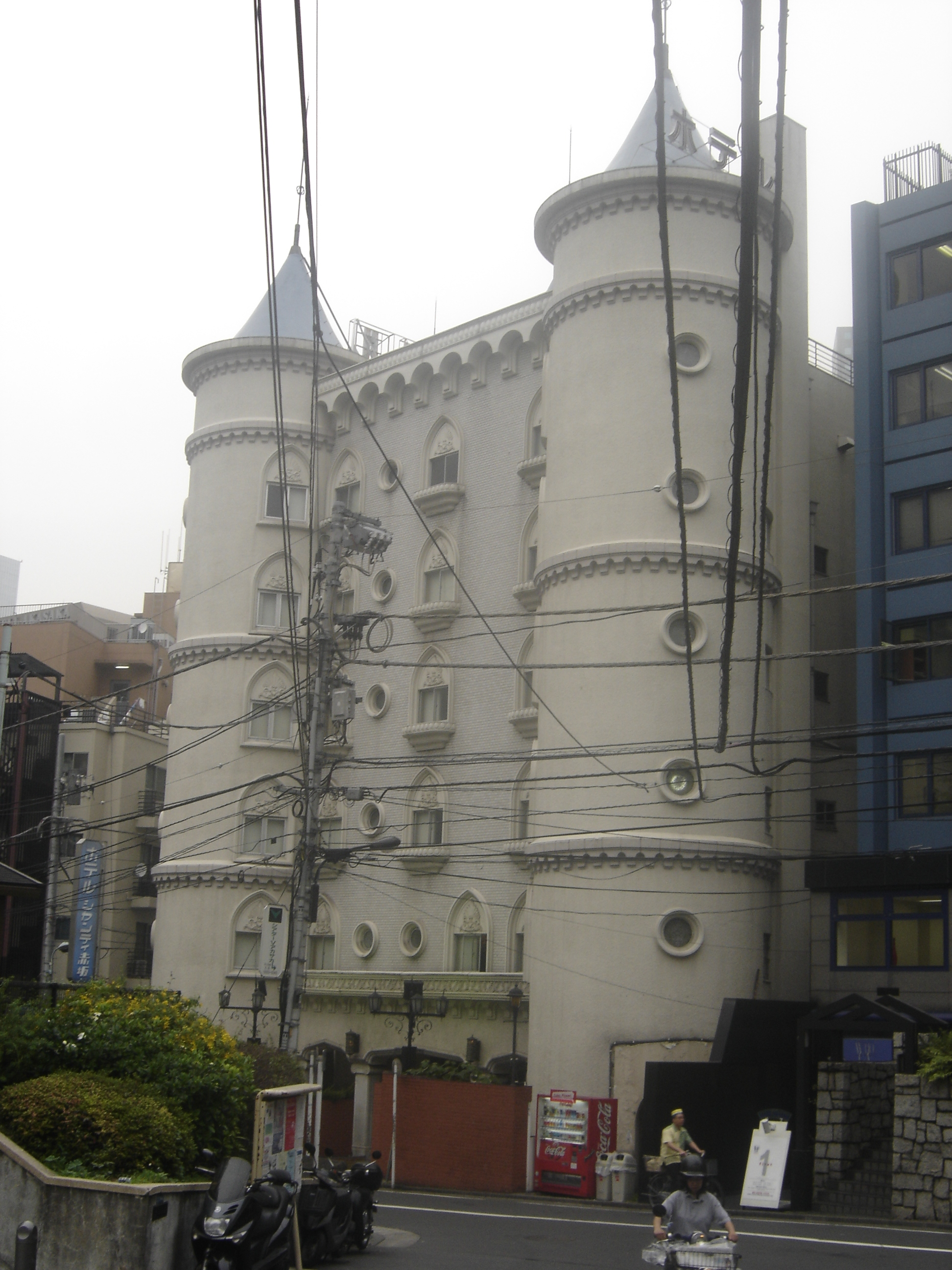
东京赤坂的情侣酒店，建造得像欧式城堡
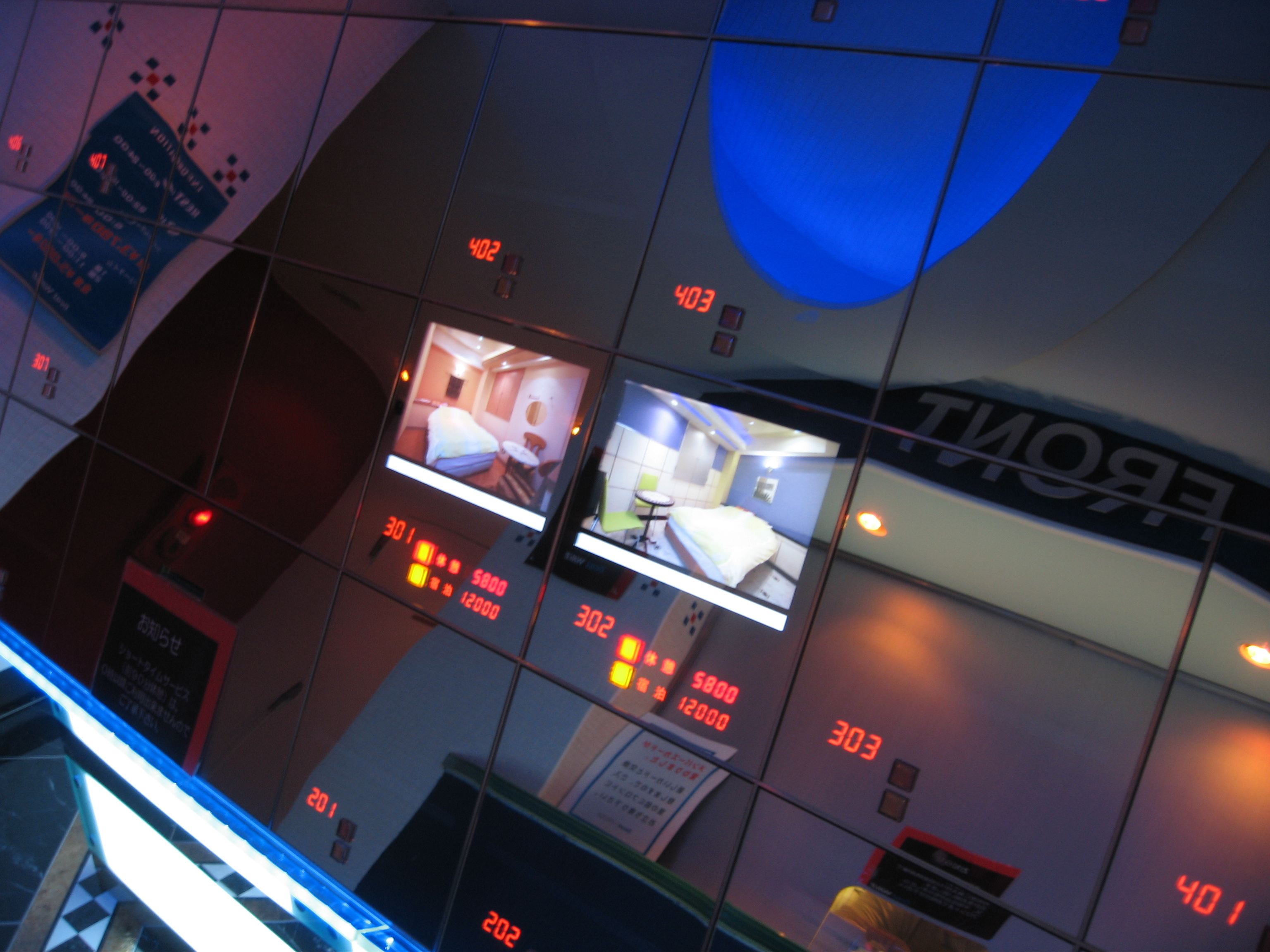
日本的情侶酒店由顧客自助选择可用的房间
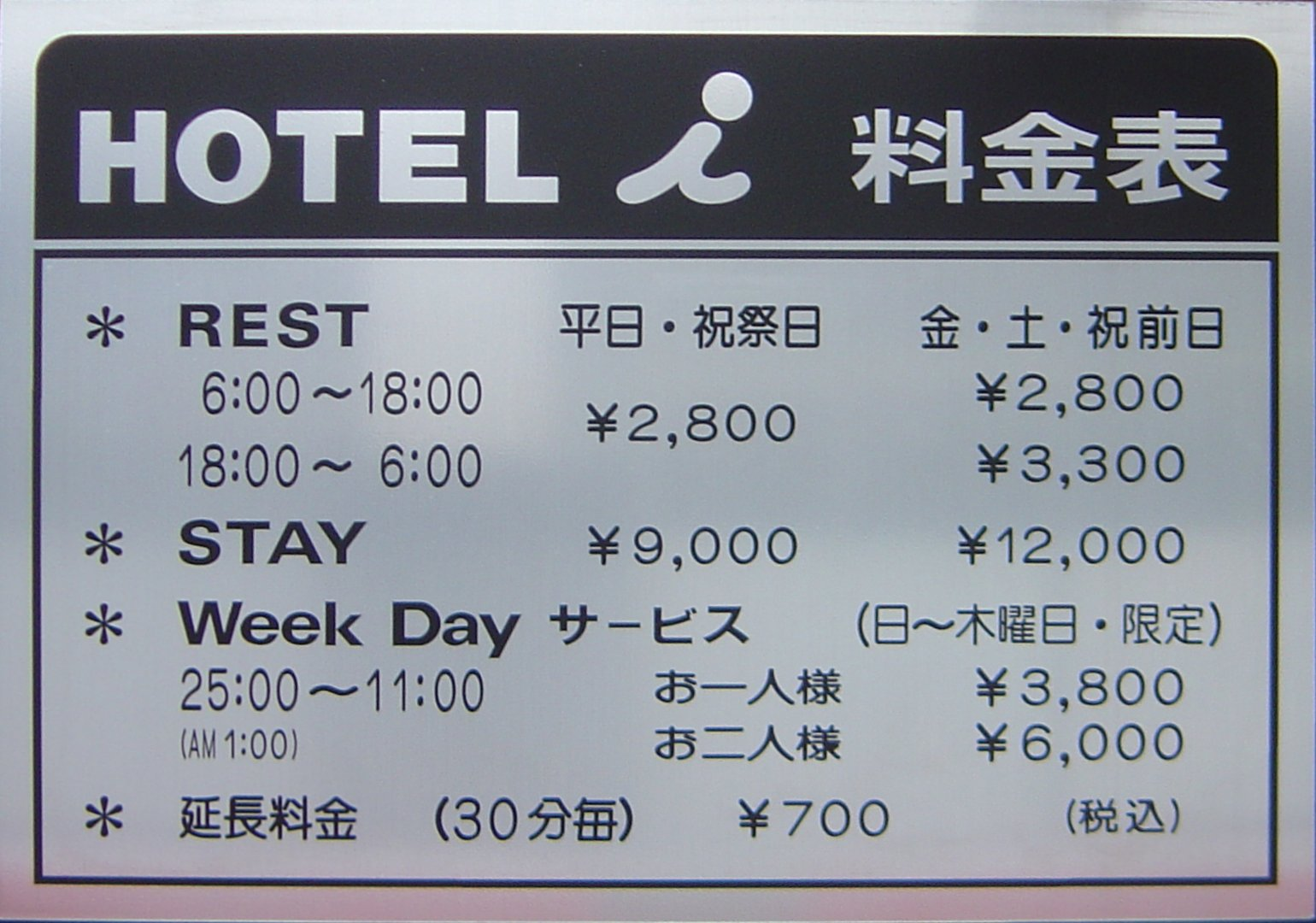
东京新宿一间情侣酒店的标牌
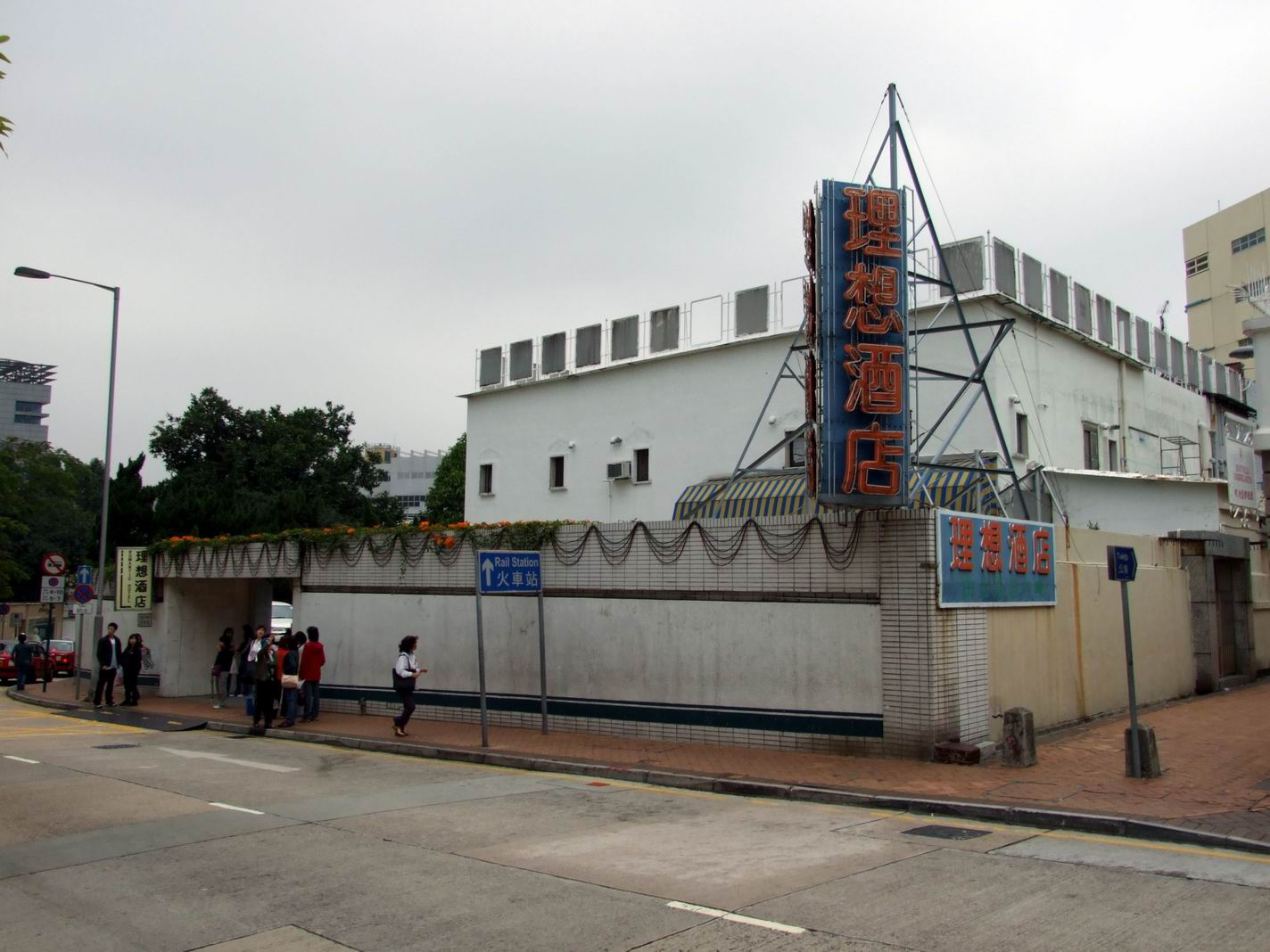
香港九龍塘一間情侶酒店
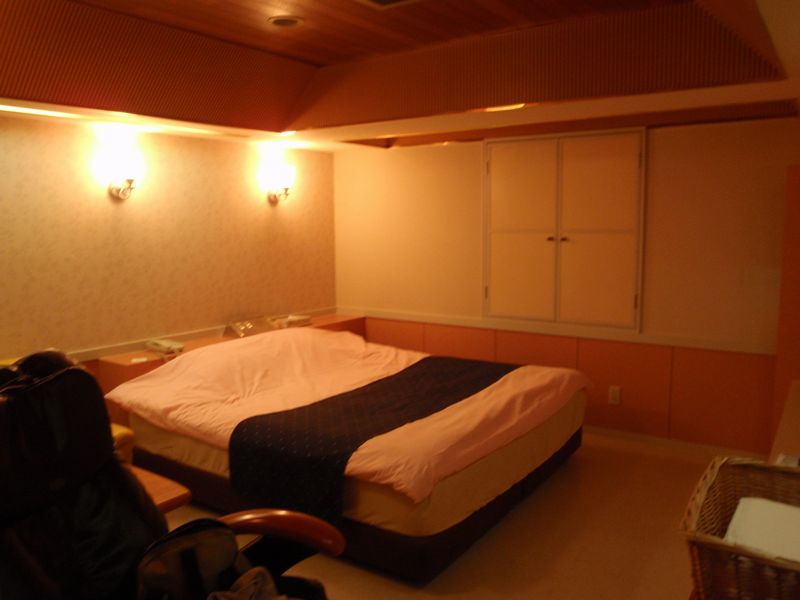
房內空間